# 李成华
李成华（1918年—1951年）字志法，浙江义乌人。1940年毕业于黄埔军校第四分校第十六期，校主任为韩汉英将军。四分校校址在广西宜山，校门对联为“安危他日终须仗，甘苦来里要共享。”，横匾是“军人魂”。这是志在报国的黄埔师生恪守的信条。李成华在黄埔第四分校同学录上登记的姓名为李成槐，该同学录湖南档案馆有存。
抗日战争期间，李成华历任金严师管区第1团9连少尉,（40年9月1日-40年12月1），军政部42补训处第3团9连中尉（41年1月1日-41年 4月3日），军政部42补训处处部上尉督练员（41年5月1日-41年 8月30日），第三战区交通处直属手车运输大队2中队上尉中队长（41年11月1日-42年 5月31日），第3战区交通处直属手车运输大队少校大队长（42年6月1日-44年 12月30日），忠义救国军新1团少校指导员（45年8月7日-45年 10月1日）。
战后，任第七谍报组中校组长，东南反共救国军上校支队长。1949年6月去台湾。1951年2月 奉命返回上海任东南反共救国军淞沪杭情报处少将处长。旋于1951年3月在上海被捕，后自戕。
1940年2月，昆仑关战役后期，日军自南宁进犯宾阳。李成华与四分校学员编组为第120军下属师，参加桂南作战。在红水河一线阻击日军，出色地完成任务。1945年8月11日--13日，驻浙江日军第六、第十三师团之一部及伪军千人进攻忠义救国军总部所在地浙江昌化，李成华作为忠义新一团少校指导员参加战斗。与日军激战于浙江昌化的河桥。